# Public Record Office

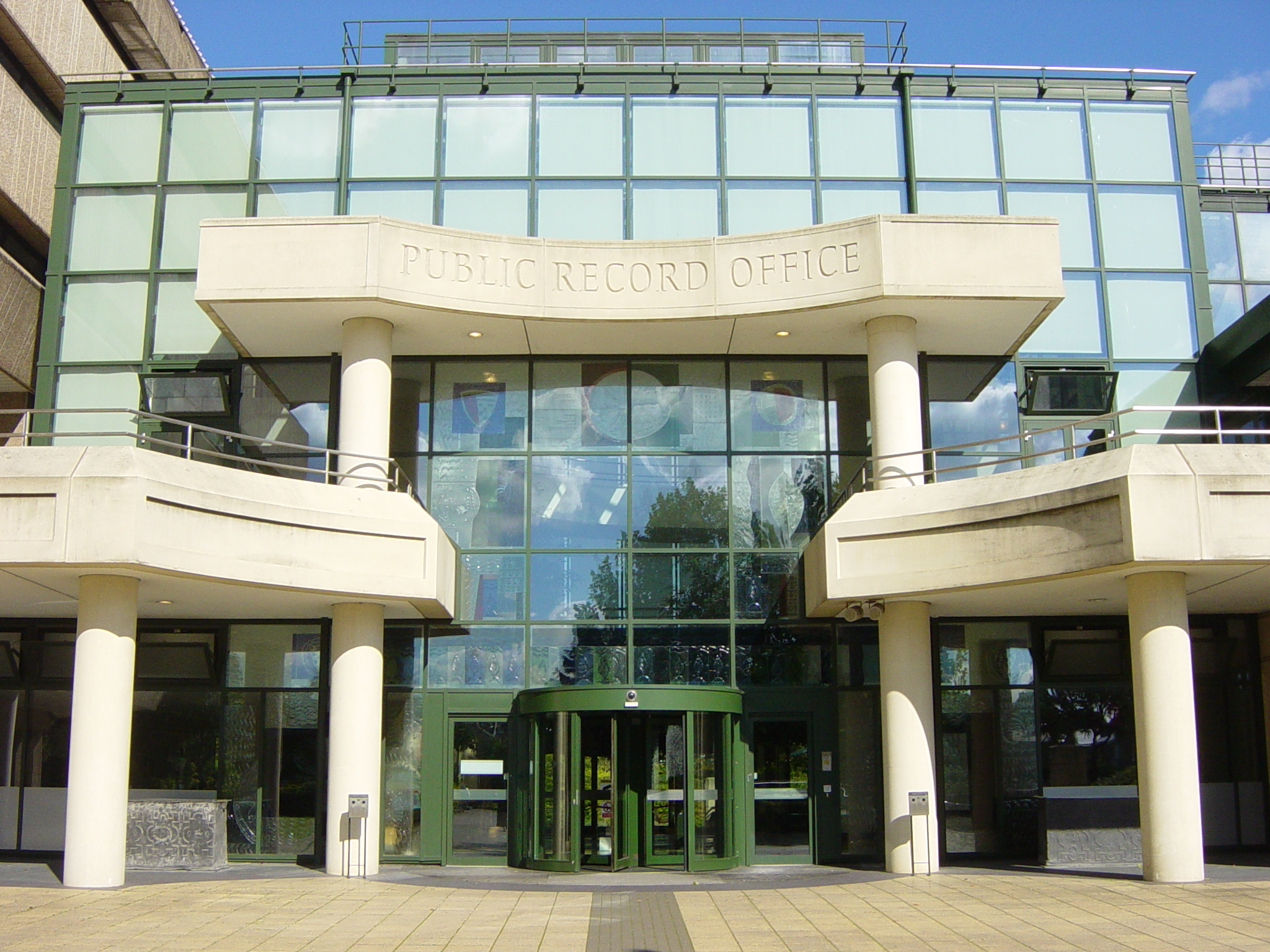
Hauptgebäude des Public Record Office

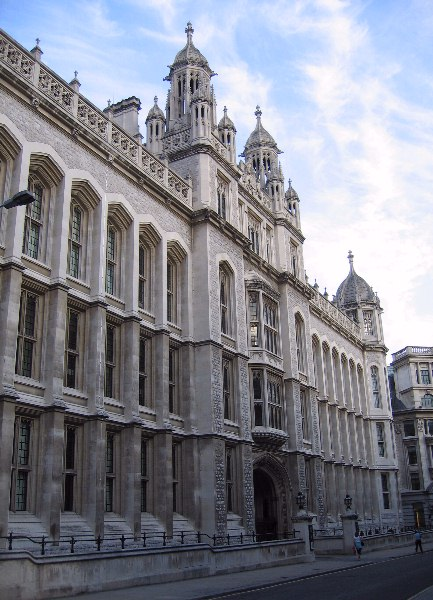
Ehemaliges Hauptgebäude des PRO. Heute The Maughan Library des King’s College, London

Das Public Record Office (PRO) war von 1838 bis 2003 das Nationalarchiv des Vereinigten Königreichs. Es ging 1838 aus einer Vielzahl vereinzelter Archive britischer Institutionen hervor. 2003 verschmolz es mit der Historical Manuscripts Commission und dem Office of Public Sector Information zu The National Archives.
Der Hauptsitz des Public Record Office lag bis in die 1970er Jahre im Rolls House in der Chancery Lane im Herzen Londons, seit 1974 ist es im Außenbezirk Kew beheimatet.
Die Regierung gründete das Amt 1838 durch Public Records Act. Die Unterlagen des Staates waren bis zu diesem Jahr in 56 verschiedensten Archiven verschiedener Behörden gesammelt. Teilweise waren diese bereits aufbereitet und nach damaligen Standards archiviert. Oft lagen die Papiere jedoch auch ungesichtet und ohne System übereinandergeworfen in feuchten Räumen. Die Bedingungen der Lagerung unterschieden sich erheblich, teilweise selbst in der gleichen Behörde. So erhielt einer der beiden Wächter der Dokumente im Tower of London ein reguläres Gehalt, der andere gewann sein Einkommen ausschließlich aus den Gebühren, die er für das Suchen und Kopieren von Dokumenten erheben konnte.
Das vom Master of the Rolls geleitete Public Record Office sollte diese Archive vereinigen und die Erschließung der Materialien systematisieren. Um diesen Zweck zu erfüllen, ließ der britische Staat ein neues Gebäude in der Londoner Innenstadt errichten. Die Archivmaterialien kamen in den folgenden Jahren aus verschiedenen Ämtern, wobei sich insbesondere im Tower of London umfangreiches Material fand, dass dort seit dem 14. Jahrhundert gesammelt wurde. Der Bau des Archivgebäudes wurde jedoch unter umfangreichen Kostendebatten vorgenommen und sah eine generelle Unwilligkeit des Parlaments, zum Archivieren Geld zu investieren. Obwohl der Public Record Act von 1838 stammte, wurde mit dem Bau eines entsprechenden Gebäudes 13 Jahre gewartet, bis der Bau 1851 begann.
Die Erschaffung des Public Record Office fiel somit in eine Zeit, als die Geschichtswissenschaft als eigenständiges Fach zu etablieren begann. Die Fachleute des Public Record Office gehörten somit zu den ersten professionellen Historikern.
Beschränkte sich das Amt in seinen Anfangsjahren darauf, Gesetze zu sammeln, dehnte es das Sammelgebiet auch schnell auf interne Unterlagen von Ministerien und Behörden aus. Seit etwa 1866 war das Archiv auch für die Öffentlichkeit nutzbar, da Leseräume fertiggestellt waren. Ende des 19. Jahrhunderts erließ der Gesetzgeber diverse Gesetze, die die Arbeit des Archivs systematisierten. Behörden und Ministerien unterlagen damit erstmals der Pflicht, ihre Unterlagen einzureichen. Für das Office existieren Vorgaben, wann welche Akten öffentlich zu machen wären, und wie mit Akten zu verfahren wäre, die nicht zur Langzeitkonservierung bestimmt wurden.
Im Jahr 1959 änderte sich das interne Verfahren. Durch den Public Records Act von 1958 unterstellte das Parlament das Archiv direkt dem Lord Chancellor. Das Tagesgeschäft leitete seitdem der Keeper of the Rolls. Erstmals bekam die Öffentlichkeit grundsätzlich das Recht, Dokumente einzusehen, die seit mindestens 50 Jahren im Archiv aufbewahrt wurden. 1967 sank diese Frist durch ein weiteres Gesetz auf 30 Jahre.
Umgangssprachlich und in der Presse wurde die Behörde oft auch im Plural als Public Records Office bezeichnet. Dies ändert jedoch im englischen den Bedeutungsinhalt des Wortes und war nie Teil des Namens.